# Lilltjärnen (Kalls socken, Jämtland, 703985-138030)
Lilltjärnen är en sjö i Åre kommun i Jämtland och ingår i Indalsälvens huvudavrinningsområde.